# Lexus
Lexus (jap. レクサス – Rekusasu) – marka premium samochodów osobowych należąca do japońskiego koncernu motoryzacyjnego Toyota, założona w 1989 roku. Siedzibą firmy Lexus jest miejscowość Nagoja w Japonii. Firma posiada dwa centra operacyjne: w Brukseli oraz w Plano. Na początku 2019 roku Lexus osiągnął łączną sprzedaż 10 mln samochodów, w tym 1,45 mln hybryd. W samym 2019 roku producent sprzedał 765 330 samochodów, w tym około 250 tys. aut z napędem hybrydowym. W pierwszych trzech kwartałach 2022 roku hybrydy stanowiły 98% sprzedaży marki w Unii Europejskiej i pozostałych krajach Europy Zachodniej.

## Geneza i historia marki

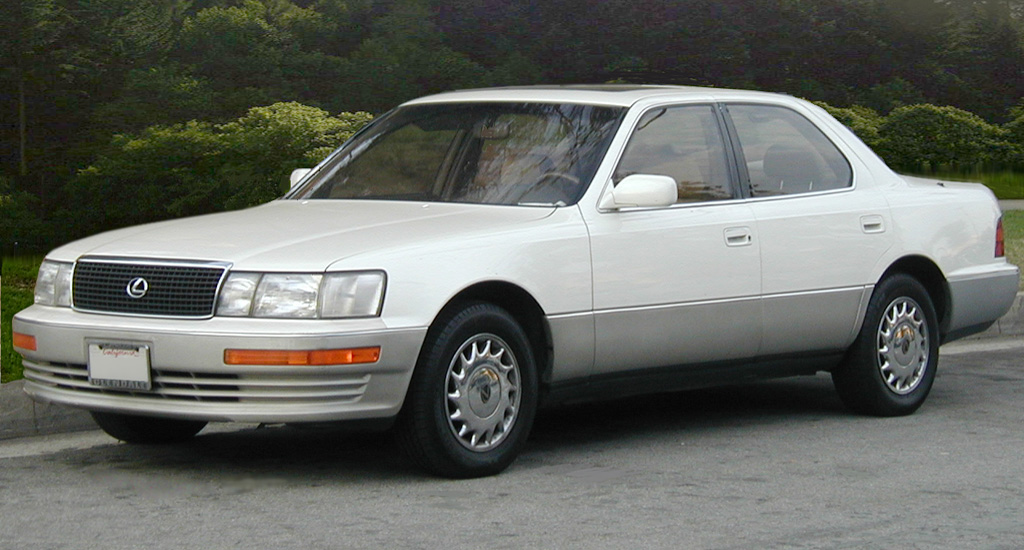
Lexus LS 400

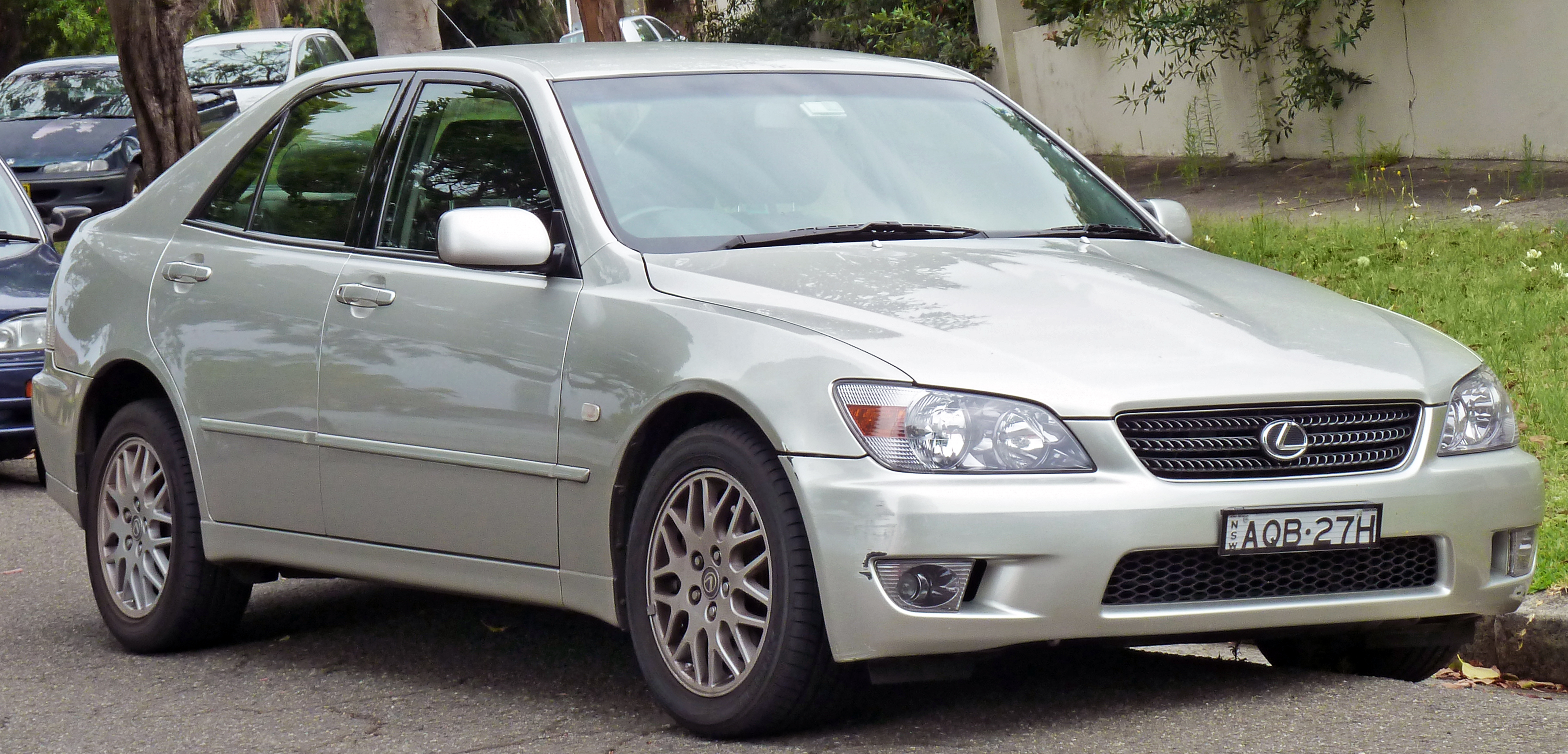
Lexus IS I

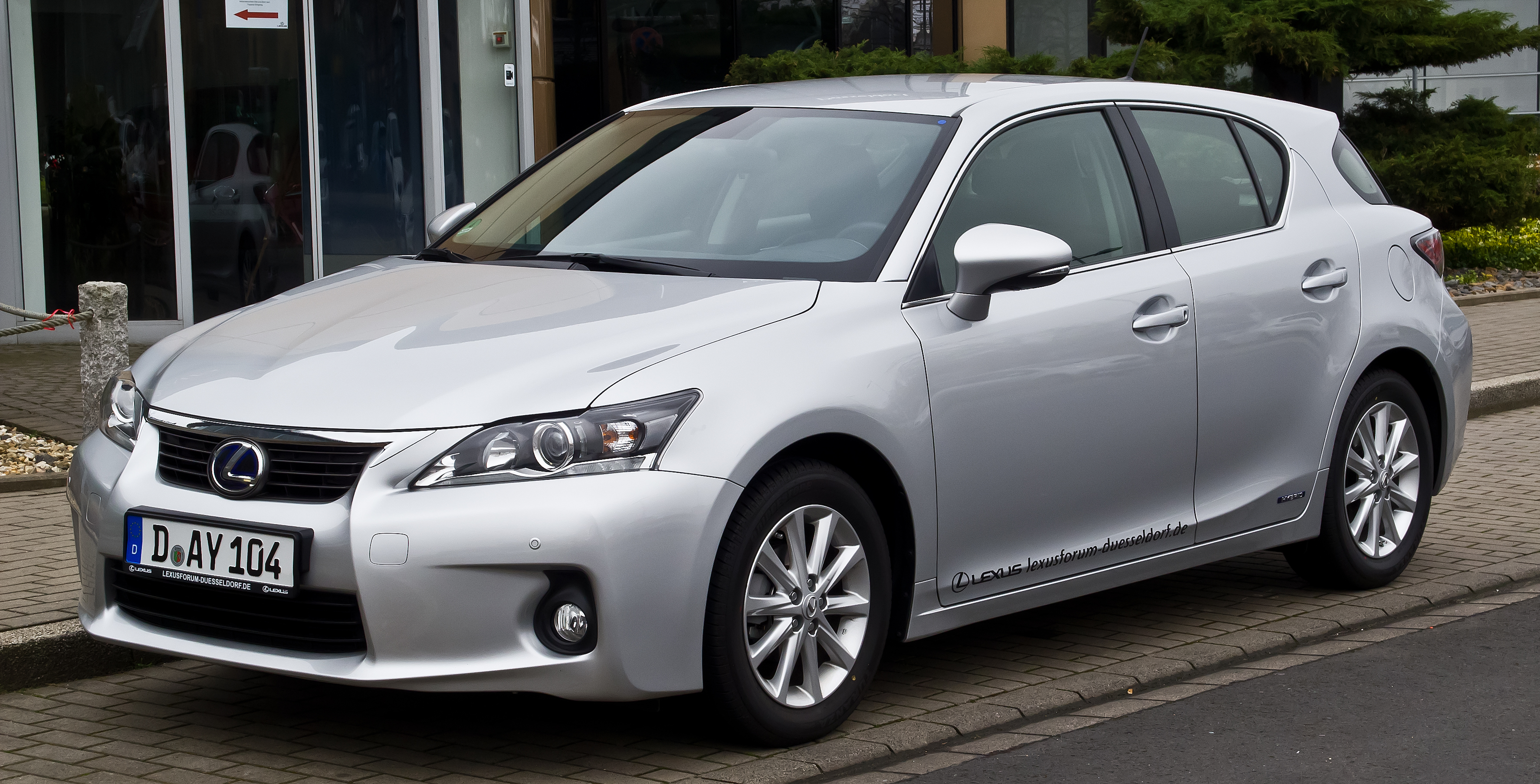
Lexus CT

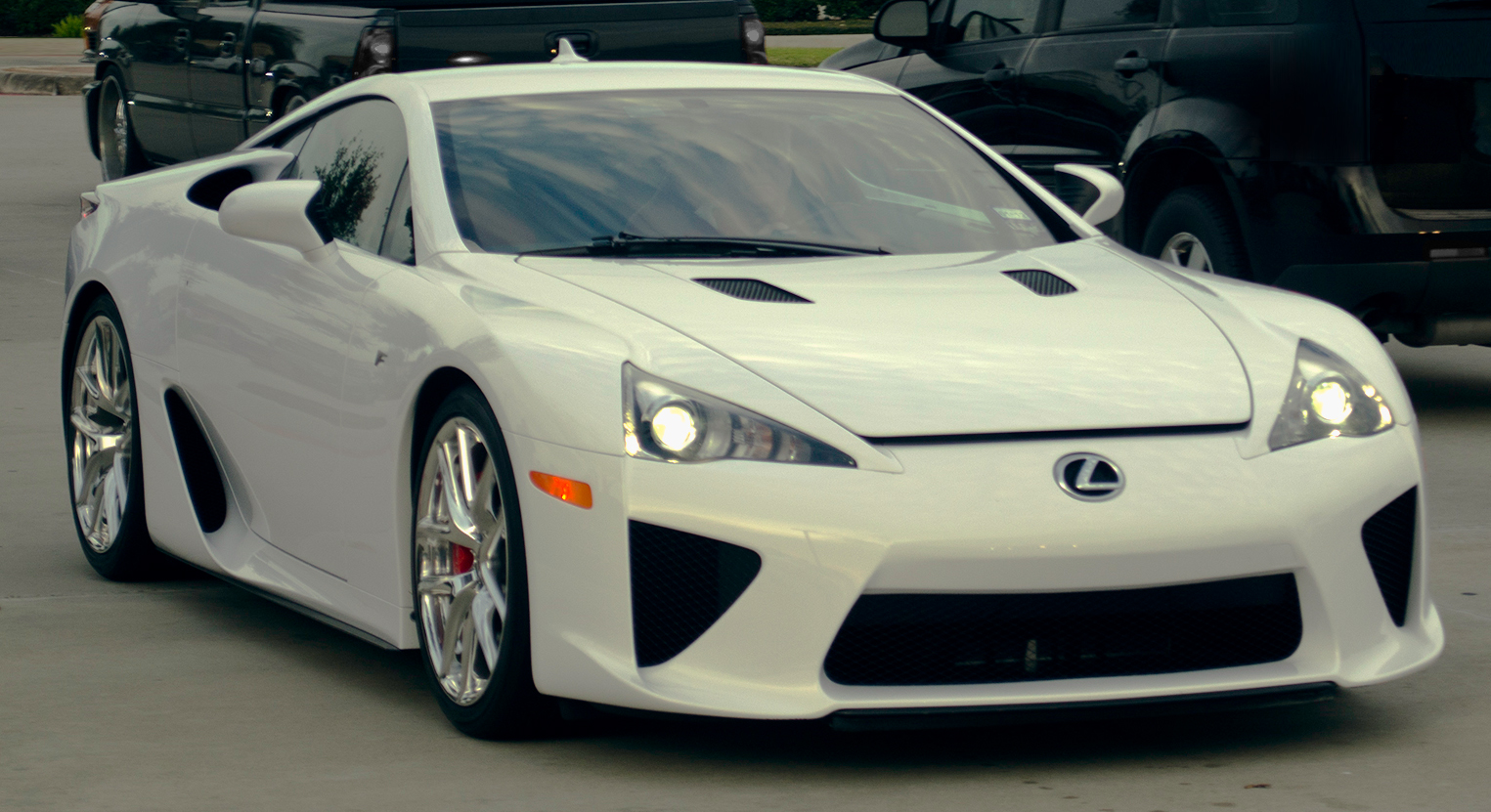
Lexus LFA

W 1983 roku prezes koncernu Toyota Motor Corporation Eiji Toyoda rzucił swoim projektantom i inżynierom wyzwanie stworzenia luksusowego pojazdu mogącego konkurować z najlepszymi i najbogatszymi pojazdami na świecie. Tajemniczy projekt oznaczony został kryptonimem F1 (Flagship 1). Zakładał on stworzenie konkurencyjnego modelu dla pojazdów takich jak m.in. BMW serii 7, Jaguar XJ oraz Mercedes-Benz klasy S. Z ponad 200 nazw wybrano nazwę Lexus, która kojarzy się z luksusem i elegancją. Do 2005 roku wszystkie modele marki oferowane na rodzimym rynku japońskim sprzedawane były pod marką Toyota. Zmieniło się to wraz z wprowadzeniem na rynek trzeciej generacji modelu GS.
W 1989 roku zaprezentowany został pierwszy oficjalny model marki – Lexus LS 400. W tym samym roku zaprezentowany został mniejszy model ES 250. Rok później model LS trafił na rynki europejskie. W 1991 roku zaprezentowany został pierwszy model pojazdu sportowego o nadwoziu coupé - SC 300, a dwa lata później wprowadzona zostaje limuzyna GS 300.
W 1995 roku zaprezentowany został pierwszy w historii marki luksusowy SUV oparty na modelu Toyota Land Cruiser - model Lexus LX. W 1998 roku zbudowany został pierwszy luksusowy SUV marki - model RX. Rok później do produkcji wprowadzony został kompaktowy model IS.
W 2003 roku uruchomiona została pierwsza linia produkcyjna marki mieszcząca się poza Japonią. Fabryka Toyota Motor Manufacturing Canada (TMMC) w Cambridge w prowincji Ontario rozpoczęła produkcję modelu RX 330. Obecnie w kanadyjskich fabrykach produkowane są pojazdy Lexus RX 350 i Lexus RX 450h, a w 2022 roku planowane jest uruchomienie produkcji drugiej generacji samochodu Lexus NX. W 2009 roku podczas targów motoryzacyjnych we Frankfurcie zaprezentowany został koncepcyjny model LF-Ch zwiastujący wprowadzenie do sprzedaży modelu klasy kompaktowej. 
Pod koniec 2010 roku rozpoczęto produkcję supersamochodu – modelu LFA. Zbudowanych zostało jedynie 500 egzemplarzy pojazdu, który wyposażony został w benzynową jednostkę napędową o mocy 560 KM. W tym samym roku marka wprowadziła na rynek hybrydowego kompaktowego hatchbacka CT.
W 2014 roku zadebiutował SUV segmentu D Lexus NX, a w 2018 roku producent wprowadził do sprzedaży miejskiego crossovera UX.
W 2019 roku Lexus zaprezentował model UX 300e – pierwsze w pełni elektryczne auto w swojej historii. Napęd kompaktowego crossovera dysponuje mocą 204 KM i maksymalnym momentem obrotowym wynoszącym 300 Nm. Auto jest oferowane z gwarancją na akumulator trakcyjny na 10 lat lub do miliona kilometrów.
2020 był rokiem rynkowego debiutu Lexusa LC Convertible – pierwszego kabrioletu marki z miękkim dachem. Pod maską samochodu znalazł się silnik V8 5.0 o mocy 464 KM.
W 2021 roku zaprezentowano drugą generację SUV-a segmentu D Lexus NX.
W 2022 roku marka zaprezentowała swój pierwszy samochód zaprojektowany od początku jako auto elektryczne – Lexusa RZ. W zbliżonym czasie premierę miała 5. generacja SUV-a Lexus RX.
W 2023 roku zadebiutował crossover LBX, najmniejszy model w historii producenta.

### Lexus w Polsce
Marka Lexus jest oficjalnie obecna na polskim rynku od 1997 roku. W lutym 2025 roku sieć dealerska marki w Polsce liczyła 22 salony.

### Nazewnictwo modeli

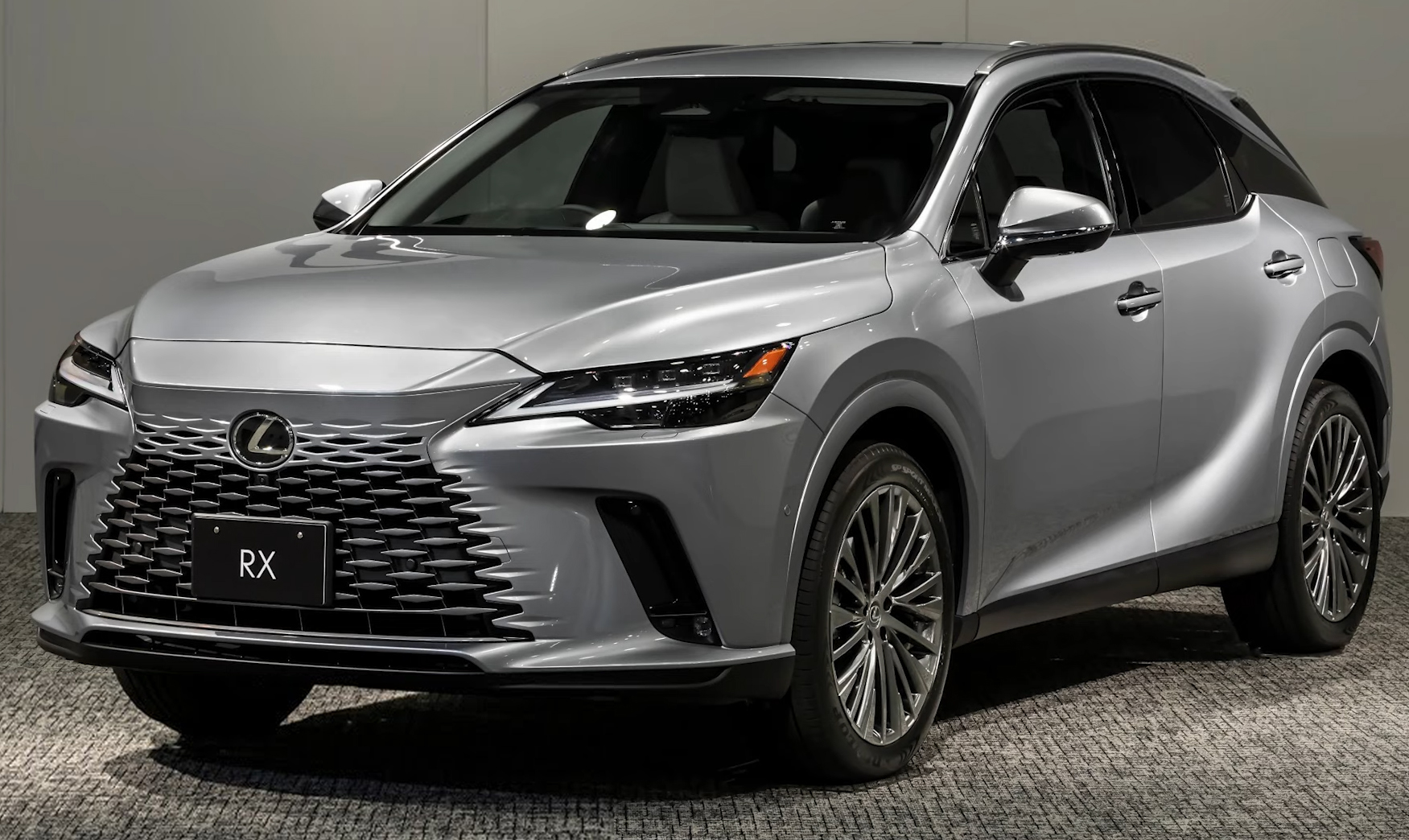
Lexus RX V generacji

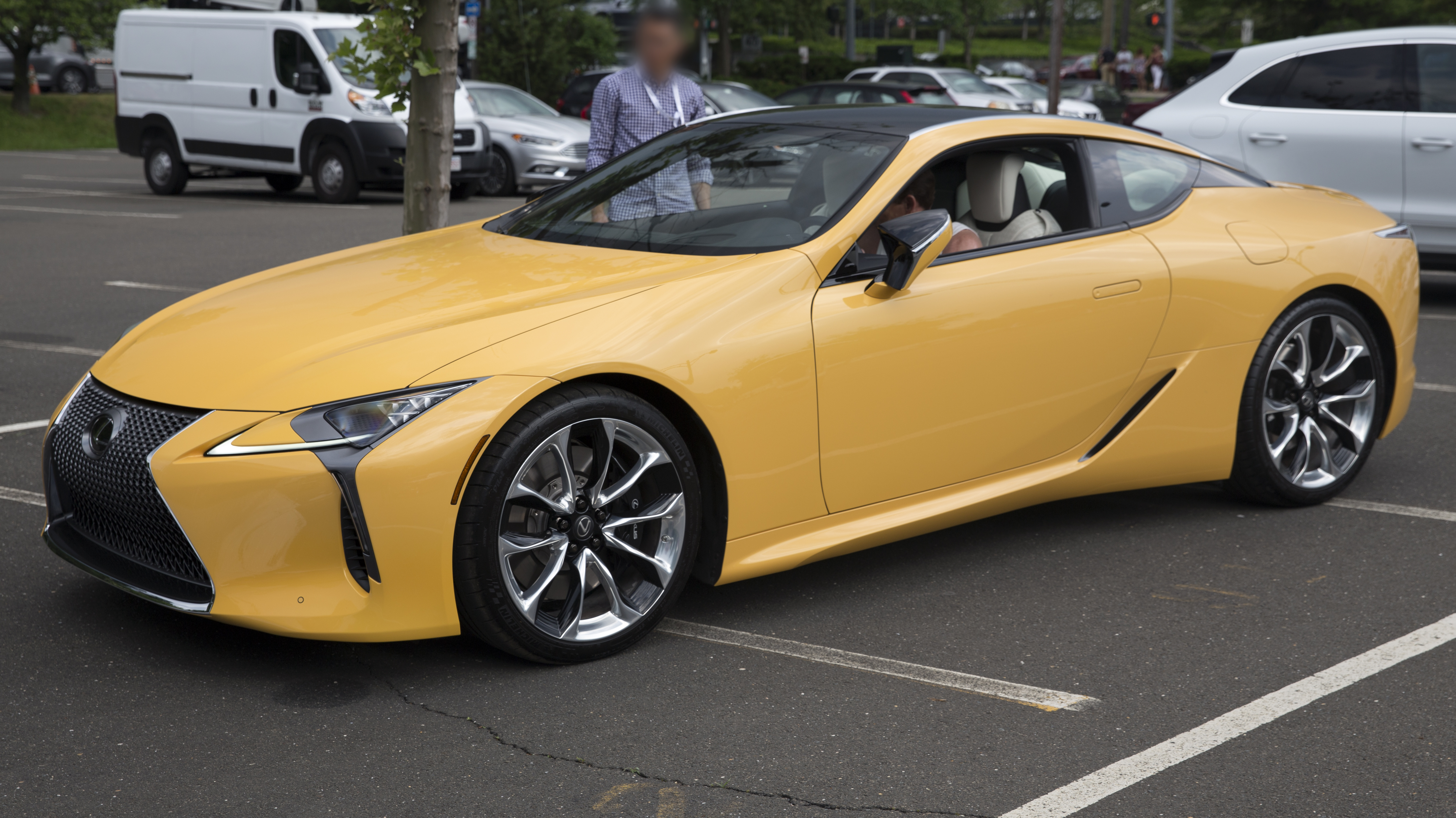
Lexus LC

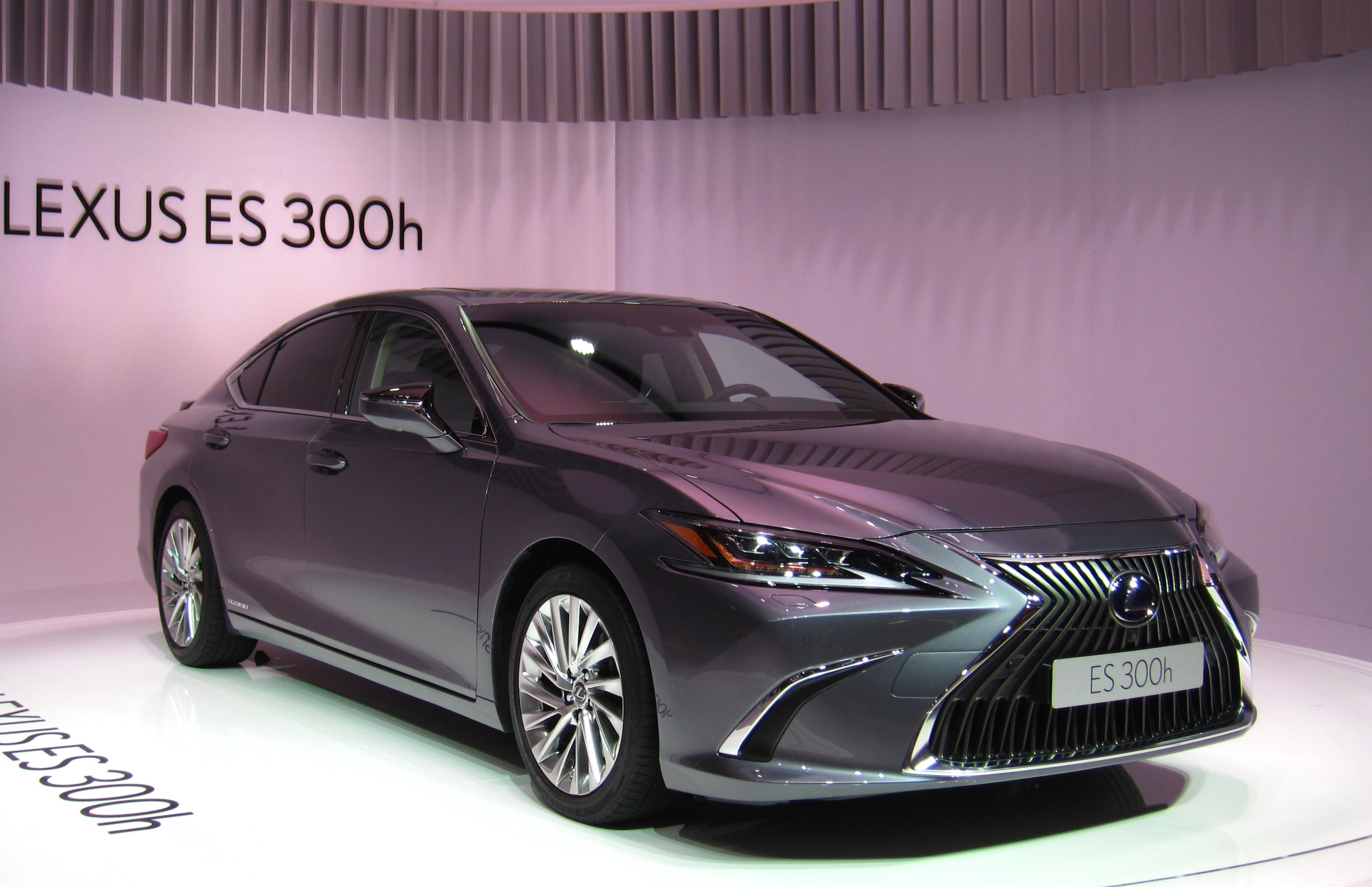
Lexus ES VII generacji

Nazwy poszczególnych modeli Lexusa składają się z dwóch liter oznaczających model oraz trzech cyfr i ewentualnie litery informującej o zastosowanej jednostce napędowej.
Pierwsza litera oznaczenia związana jest z wielkością samochodu – L (od Luxury) to największe, sztandarowe auto; E (Executive) – pełnowymiarowy samochód klasy wyższej; G – klasa średnia-wyższa. Kompakty oznaczone zostały literą I oraz C, a crossovery literami N oraz R. Druga litera w oznaczeniu oznacza rodzaj nadwozia: S – sedan (limuzyna), X – crossover (SUV), C – coupé, a T – hatchback, zaś literę Z zarezerwowano dla samochodów elektrycznych na baterie.

## Modele samochodów

### Obecnie produkowane

#### Osobowe
- ES
- LS

#### Sportowe
- LC

#### Crossovery
- LBX

- UX
- NX
- RX
- RZ

#### SUV-y
- LX
- GX

### Modele nieprodukowane
- SC (1991–2010)
- LFA (2010–2012)
- HS (2009–2014)
- GS (1991–2020)
- CT (2011–2022)
- IS (1998-2025)
- RC (2014-2025)

### Samochody koncepcyjne
- LF-S (2003)
- LF-X (2003)
- LF-C (2004)
- LF-A (2005)
- LF-Sh (2005)
- LF-A (2007)
- LF-Xh (2007)
- LF-AR (2008)
- LF SS (2008)
- LF-Ch (2009)
- LF-Gh (2011)
- Aileron (2011)
- LF-LC (2012)
- LF-CC (2013)
- LF-NX (2013)
- LF-C2 (2014)
- LF-SA (2015)
- LF-FC (2015)
- UX (2016)
- LS+ (2017)
- LF-1 Limitless (2018)
- LF-30 Electrified (2019)
- LF-Z Electrified (2021)
- Lexus Electrified Sport Concept (2021)

## Sport
Lexus uczestniczy w wyścigach od roku 1999 ze sportowymi wersjami modeli GS, IS, SC, CT, RC, LFA i LC. W 2017 roku samochody Lexus RC F GT3 pięciokrotnie wygrały wyścigi serii GT Open, zaś Lexusy LC GT500 pięć razy zwyciężyły w wyścigach serii Super GT.

## Nagrody
- 2018 – New Car Awards (plebiscyt organizowanym przez brytyjski portal Auto Trader) – najbardziej niezawodna marka[22]
- 2019 – Ranking Which? Car – najwyższa ocena w kategoriach Najlepszy zakup oraz Najbardziej niezawodna marka[23]
- 2019 – Best Customer Service (Carbuyer) – najwyższa ocena w zakresie obsługi serwisowej[24]
- 2020 – Auto Express Driver Power Survey – najlepszy producent[25]
- 2020 – Honest John Satisfaction Index – najlepsza marka[26]
- 2020 – Business Car Awards – Ekologiczny Producent Flotowy Roku[26]
- 2021 – What Car? Car of the Year Awards 2021 – producent najbardziej niezawodnych samochodów[27]
- 2023 – tytuł Most Reliable Car Brand (producenta najbardziej niezawodnych samochodów) w Auto Trader New Car Awards[28]
- 2024 – 13. z kolei zwycięstwo w norweskim rankingu satysfakcji klientów AutoIndex[29]

W 2021 roku Lexus po raz 9. w ciągu minionych 10 lat został wyróżniony jako producent najbardziej niezawodnych aut w stworzonym przez firmę analityczną J.D. Power raporcie Vehicle Dependability Study.